# Лемон, Боб
Роберт Грэнвилл «Боб» Лемон (англ. Robert Granville "Bob" Lemon, 22 сентября 1920 — 11 января 2000) — американский профессиональный бейсболист, выступавший на позиции питчера, и менеджер. В 1976 году Лемон был включён в бейсбольный Зал славы.
Лемон родился и вырос в Калифорнии, где уже в школе стал играть в бейсбола и в 1938 году стал лучшим игроком штата. В возрасте 17 лет Лемон начал свою профессиональную карьеру, подписав контракт с клубом «Кливленд Индианс», и став выступать в низших лигах, а в 1941 году он дебютировал в Главной лиге бейсбола. Во время Второй мировой войны Лемон был призван в военно-морские силы США и в 1946 году вернулся в «Индианс». С этого же сезона он стал выступать на позиции питчера.
В 1948 году, во многом благодаря Лемону, «Индианс», впервые с 1920 года, стали победителями Мировой серии. В 1954 году Лемон сыграл свой лучший сезон, показав результат 23 победы при 7 поражениях, а его команда стала победителем Американской лиги. За свою карьеру он семь раз участвовал в матчах всех звёзд МЛБ и в семи сезонах одерживал более 20 побед.
По окончании игровой карьеры Лемон работал менеджеров в клубах «Канзас-Сити Роялс», «Чикаго Уайт Сокс» и «Нью-Йорк Янкис». За его работу он дважды назывался менеджером года, один раз в «Уайт Сокс», и один раз в «Янкис». В 1978 году под его руководством «Янкис» одержали победу в Мировой серии, таким образом Лемон стал первым менеджером в истории АЛ, который смог выиграть Мировую серию, заняв пост менеджера в середине сезона.

## Ранние годы
Боб Лемон родился в Сан-Бернардино (штат Калифорния). Его отец, Эрл Лемон, занимался холодильным бизнесом. Ещё в детстве его семья переехала в Лонг-Бич, где Боб посещал старшую классическую школу Уилсона. Там он выступал за местную бейсбольную команду, играя на позиции шорт-стопа. В 1938 году он был назван лучшим игроком штата Южным отделением Калифорнийской межшкольной федерацией .
В возрасте 17 лет Лемон подписал контракт с «Кливленд Индианс» и стал выступать за фарм-клуб Освего Неверлендс из Канадо-Американской лиги, а позже перешёл в «Спрингфилд Индианс» из Средне-Атлантической лиги. В 75 играх за «Неверлендс» его средний процент отбивания составил 31,2 %. В следующем сезоне он отыграл 80 игр за Спрингфилд, отбивая в 29,3 % выходов на биту. Позже он перешёл в «Нью-Орлеан Пеликанс», а в 1940—1941 годах уже выступал за команду уровня А «Уилкс-Барре Бэронс» из Восточной лиги. Его последней командой в низших лигах стала «Балтимор Ориолс» из Международной лиги, где он отбивал в 26,8 % выходах на биту и сделал 21 хоум-ран.

## После завершения игровой карьеры

### Тренерская карьера
В 1959 году Лемон стал скаутом «Кливленд Индианс», а уже со следующего года стал одним из тренеров команды. В 1961 году он перешёл тренерский штат «Филадельфии Филлис». В 1967—1968 годах он работал скаутам «Калифорнии Эйнджелс». В 1976 году он работал тренером питчеров у чемпиона АЛ «Нью-Йорк Янкис». В 1976 году, когда Лемона включили в бейсбольный Зал славы, он также был выбран капитаном одной из команд на матче всех звёзд 1976 года.

## Смерть
В последние годы своей жизни Лемон перенёс инсульт. Он умер в 2000 году в городе Лонг-Бич (штат Калифорния), где он постоянно жил со времён своей профессиональной карьеры. Его бывший партнёр по команде Боб Феллер сказал: «У Боба был хороший кёрвбол, хороший слайдер и сильная подача. Он никогда не выбивал отбивающих быстро, но не часто позволял им совершать пробежки, что является ключом к успеху в высшей лиге. Когда Боб умер в 2000 году, это опечалило меня до глубины души».